# IC 3610
IC 3610 ist eine Galaxie vom Hubble-Typ S pec? im Sternbild Coma Berenices am Nordsternhimmel.
Das Objekt wurde am 23. März 1903 von Max Wolf entdeckt.